# Gaita mirandesa

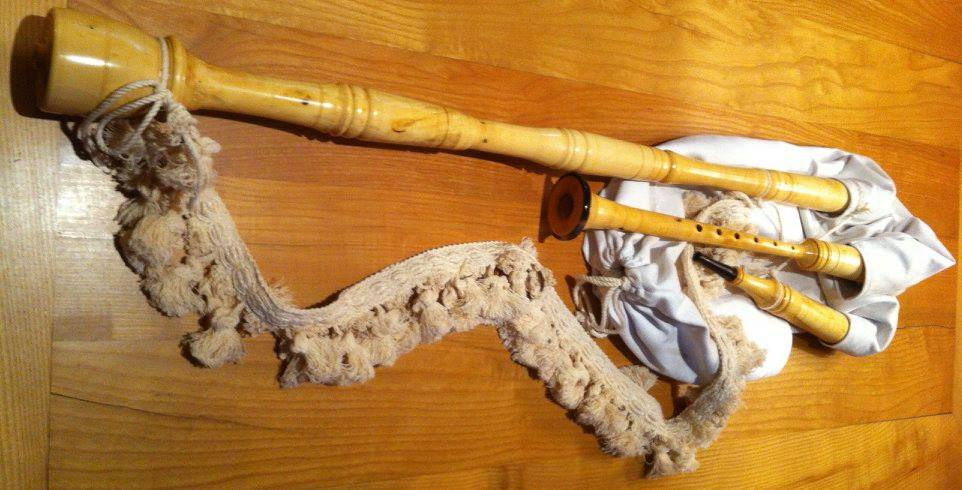
Gaita Mirandesa - réplica de instrumento histórico

A gaita de fole mirandesa, também designada simplesmente por gaita de fole, gaita de foles ou gaita, está entre os modelos mais arcaicos de gaitas de fole conhecidas, no que se refere a sua afinação e modo.

## Terminologia
O termo gaita mirandesa será o único correcto, reconhecido pelo Ministério da Cultura no Congresso de 2007 de Miranda do Douro, capital do Planalto Mirandês, por onde o instrumento está tradicionalmente disseminado, sobretudo nas comarcas de Vimioso, Miranda e Mogadouro. Daí que talvez o mais incorrecto seja chamá-la de "gaita de fole transmontana": correcto é "mirandesa" ou apenas "gaita de fole", como é sempre foi chamada pelos gaiteiros mais velhos.
A designação "gaita transmontana" é muito recente, mas incorrecta, por ser imprecisa em vários aspectos:
1) Trás os Montes é uma região de grande dimensão, onde o fenómeno "gaita de foles" ocorre apenas (actualmente) em várias franjas, esparsas, do território, mas com características distintas de região para região no respeitante a organologia, afinação e modo. De onde seria absolutamente incorrecto atribuir ao todo as características de apenas uma parte.
2) O instrumento ao qual, a partir da região periférica a Lisboa nos anos 90 do Sec XX, foi por alguns atribuída a designação "gaita transmontana" é, na realidade, um instrumento híbrido, criado e inventado a partir de duas realidades de musicologia totalmente distintas somando-as num só: uma escala e um modo típicos de uma gaita sanabresa, enxertados num ponteiro mirandês quanto à morfologia e ao timbre.
Sem qualquer desprimor quanto ao interesse e importância que tal instrumento teve na divulgação da gaita de foles em Portugal, essa criação corresponde a algo que, de facto, nunca existiu em nenhuma região de Trás os Montes: pelo que com base  nestes dois motivos, os transmontanos e os investigadores a não aceitam tal designação, por ser historicamente e cientificamente incorrecta.

## História

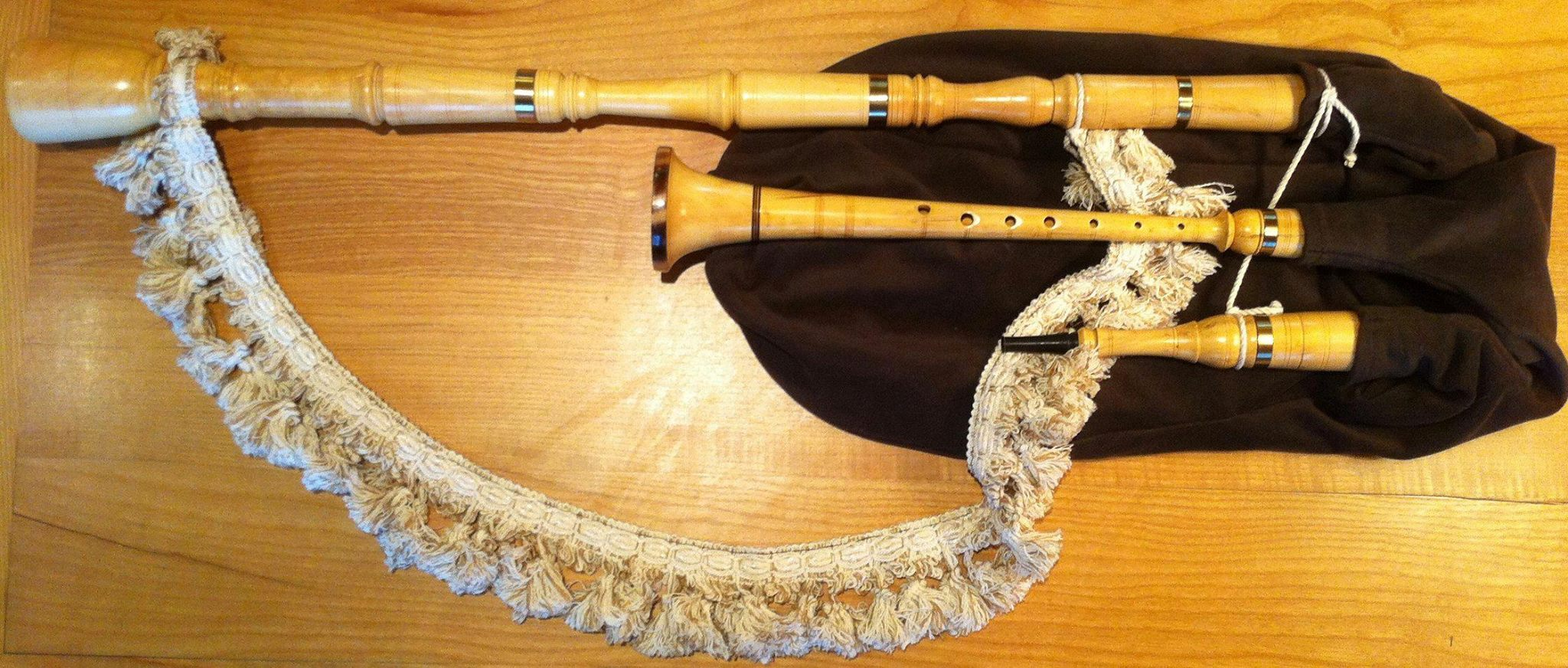
Gaita Mirandesa - Réplica de instrumento Histórico

Os registros mais antigos sobre o instrumento datam já do século XVII, em sua ampla maioria escritos. Sua cultura vinha sendo passada até meados do século XX oralmente, de pai para filho, com diferenças sutis entre cada aldeia e região. É possível encontrar manifestações tradicionais entre populações rurais mais ao sul de Trás-os-montes, como em regiões dos distritos da Guarda e de Castelo Branco, mas já no Algarve podemos encontra iconografia relvante do Século XVI sobre a Gaita de Fole

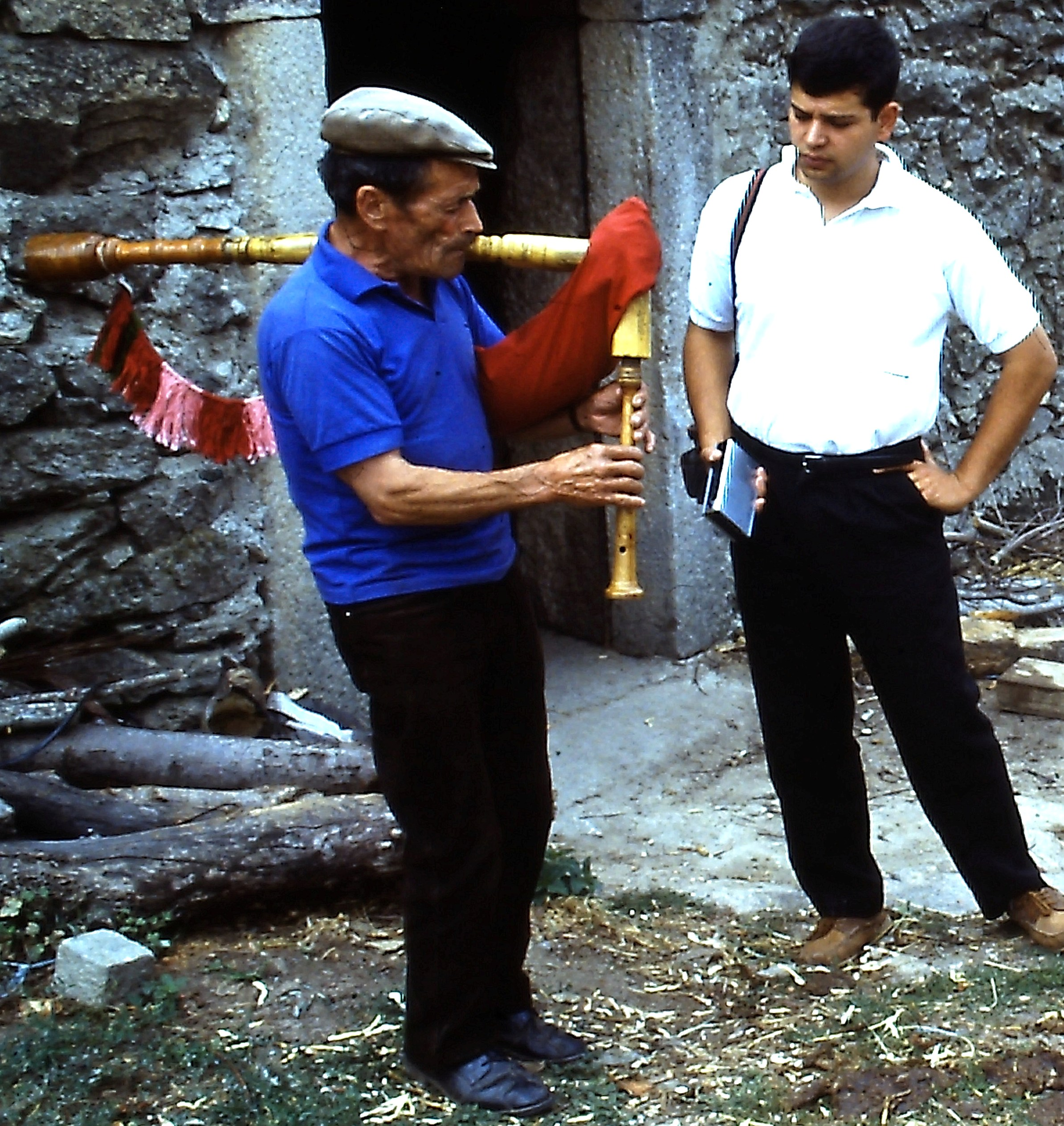
Manuel Francisco Aires, "o Pascoal" - Gaiteiro de Cércio em 1991: fonogramas incluídos no CD "Bi benir l'gaita"

Essa rica porém frágil tradição correu sério risco de extinção já a partir de 1960, quando o antropólogo português Ernesto Veiga de Oliveira passou a fazer recolhas pelo país e a alertar para o risco da perda de tão singular manifestação cultural. Os motivos para tal queda de popularidade são os mais variados: desde os tradicionalmente ligados a qualquer gaita de fole – como a concorrência com outros instrumentos, nomeadamente os cordofones e  o acordeão – até o êxodo das populações jovens para áreas urbanas ou mesmo a emigração (especialmente Brasil e França), rompendo com as tradições pastoris de suas origens.
Lentamente, ao longo das últimas duas décadas, trabalhos de resgate vêm sendo promovidos por diversos protagonistas de todo o Portugal. Grande parte do repertório remanescente e imagens de diferentes instrumentistas e suas gaitas mirandesas estão compilados em alguns acervos, como os de Michel Giacometti, Ernesto Veiga de Oliveira, Sons da Terra, Mário Correia Jorge Lira, Daniel Loddo, Anne Caufriez e Tiago Pereira. Também, uma série de novos instrumentistas solo e grupos musicais vêm surgindo, como o Grupo Lua Nova de Mogadouro, Lenga Lenga - Gaiteiros de Sendim, por exemplo, Cabra Çega, Orquestra de Foles, os quais vêm produzindo muito material novo para a gaita em geral e também para gaita Mirandesa. Não obstante, os maiores e mais continuados trabalhos de investigação têm sido realizado, sobretudo, por Jorge Lira desde 1985 até aos dias de hoje, incluindo o levantamento, registo e réplica de dezenas de instrumentos antigos, quer musealizados, quer em posse de coleções particulares, o que decisivamente contribuiu para aumentar a diversidade do conhecimento sobre estes antigos instrumentos e, exponencialmente, os novos instrumentistas, bem como, na recolha dos sons e sua edição e registo  por Mário Correia, no centro de musica tradicional Sons da Terra desde 1996 aos dias de hoje.

## Morfologia

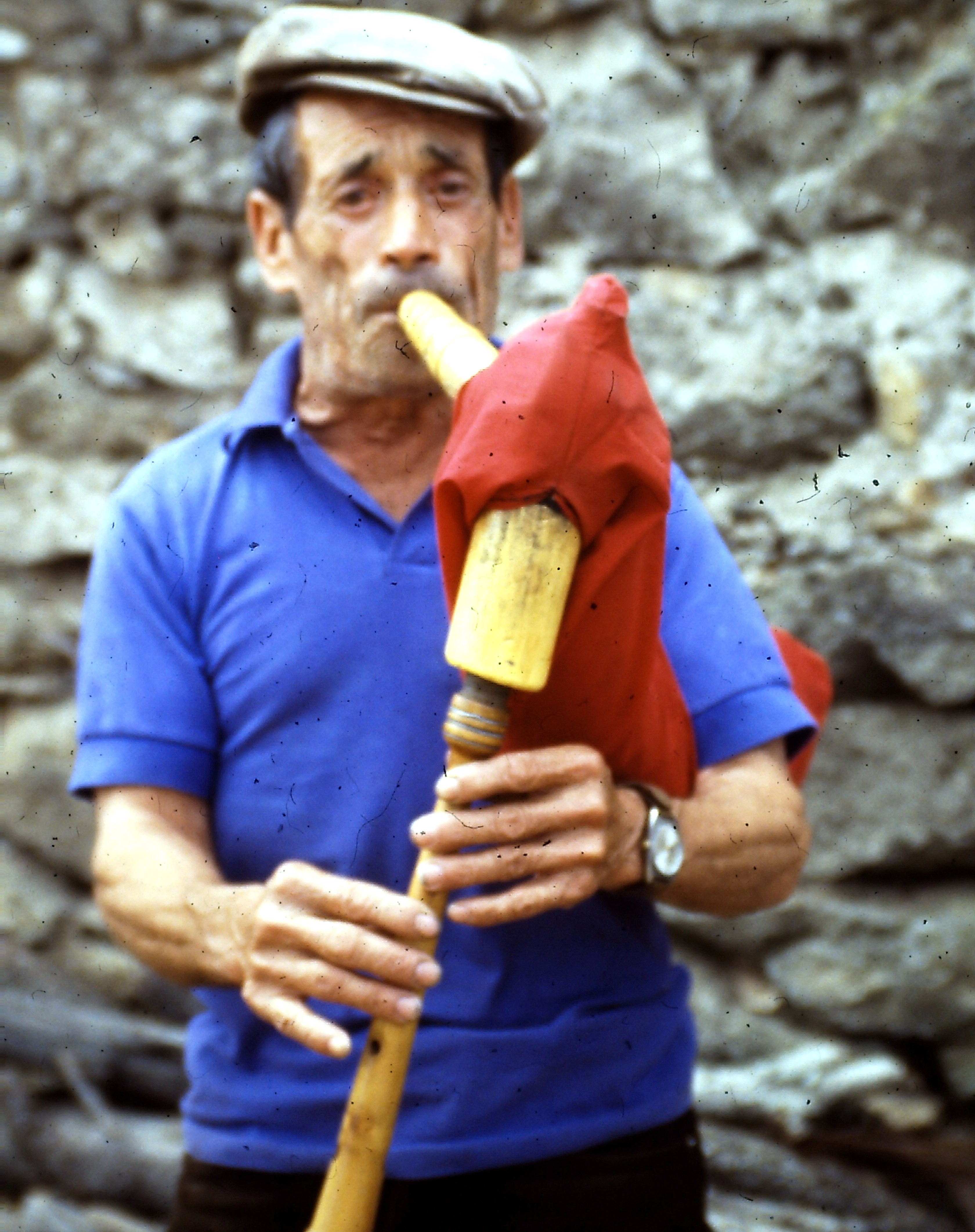
Gaiteiro Mirandês: Manuel Francisco Aires, o "Tiu Pascoal"

A gaita mirandesa compartilha diversos aspectos estruturais com gaitas de regiões vizinhas: a gaita sanabresa, a gaita zamorana e a gaita alistana. Muito se discute se realmente é válida a distinção entre elas, tamanha suas semelhanças, mas há de se lembrar que um objeto não se define apenas por sua estrutura, mas sim por seu contexto, sua tradição, suas técnicas e seu repertório, a formar um significado específico para determinada população.
Constituída sempre de apenas um bordão baixo com palhão (duas oitavas abaixo) e um ponteiro cônico com palheta dupla, ao passo que sua bolsa também possui um desenho característico, a usar o couro inteiro da pele de um cabrito, montando o ponteiro no pescoço, o soprete e o bordão em cada pata (dianteira). As pata de trás não são usadas e o "odre" fecha-se amarrando pela barriga do animal.
Essa gaita é por tradição construída em madeira de buxo - eventualmente com anéis de corno. Ainda hoje há poucos construtores deste modelo de gaita, sendo um mito corrente que geralmente era construída de forma artesanal pelos próprios gaiteiros, o que não corresponde geralmente à verdade.

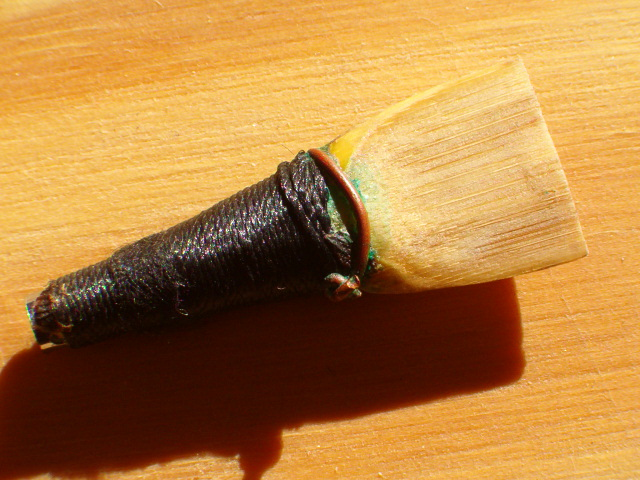
Palheta dupla de ponteiro Mirandês

A veste do fole costuma trazer padrões coloridos, além de adornos pendurados nos bordões e franjas típicas, como na maioria das gaitas ibéricas.

### Afinação e digitação
A mais antiga recolha de Gaita Mirandesa foi obtida por Kurt Schindler a Francisco Martins, Cércio, 1932 e pode ser escutada na sua edição "Sons da Terra".
É no modo e na afinação que se encontra a maior peculiaridade da gaita mirandesa. A sua nota fundamental (tónica) pode ser em Si, Sib ou Lá, com a subtónica (não-sensível) um tom abaixo, configura o modo dórico em muitas recolhas,  parecendo a alguns, estranhos os intervalos da escala do ponteiro (sic: Rodney Gallop), mas essa estranheza deve-se à impreparação para a interpretação do modo, que apresenta uma terceira menor e uma sexta maior. Curiosamente, feita a mesma apreciação perante a execução de música medieval (i.e ex. Cantigas de Santa Maria) este modo é o modo exacto para interpretar tais peças e essa estranheza não é, por ninguém denotada. O que pode ser uma evidência da matriz antiquíssima do instrumento. Erradamente, houve quem interpretasse este modo como "Menor", o que viria a ser o modo eólio, dado a típica disposiçāo nāo temperada do ponteiro das gaitas conservadas, e foi no padrão eólio que se fixaram as gaitas construídas na zona de Lisboa, por analogia às gaitas Sanabresas, nomeadamente a recolhida por Ernesto Veiga de Oliveira a Juan Prieto Chimeno, 1962, Rio de Onor: aldeia com uma realidade totalmente distinta da realidade do Planalto Mirandês. O isolamento do Planalto Mirandês conservou até ao final dos anos 90 características específicas da região, porventura advindas da raíz dos séculos, à parte das tendências musicais que o Ocidente passou a estabelecer a partir do Barroco, como a predileção pelo modo jônio. No entanto, a terceira menor na escala base do ponteiro em digitação aberta, aparece às vezes em instrumentos concretos em Sanábria, Astúrias e Galiza, sendo em digitação fechada se obtém a terceira maior. A palheta do ponteiro é robusta e larga, com um volume potente, típico de um instrumento de ar-livre.
A digitação, tida como tradicionalmente aberta, poderia na realidade ser semi fechada praticada por alguns gaiteiros antigos, e soa uma oitava não-cromática (eventualmente cromática dependendo do empalhetamento, na realidade). O único bordão soa na tónica duas oitavas abaixo do ponteiro.

## Repertório

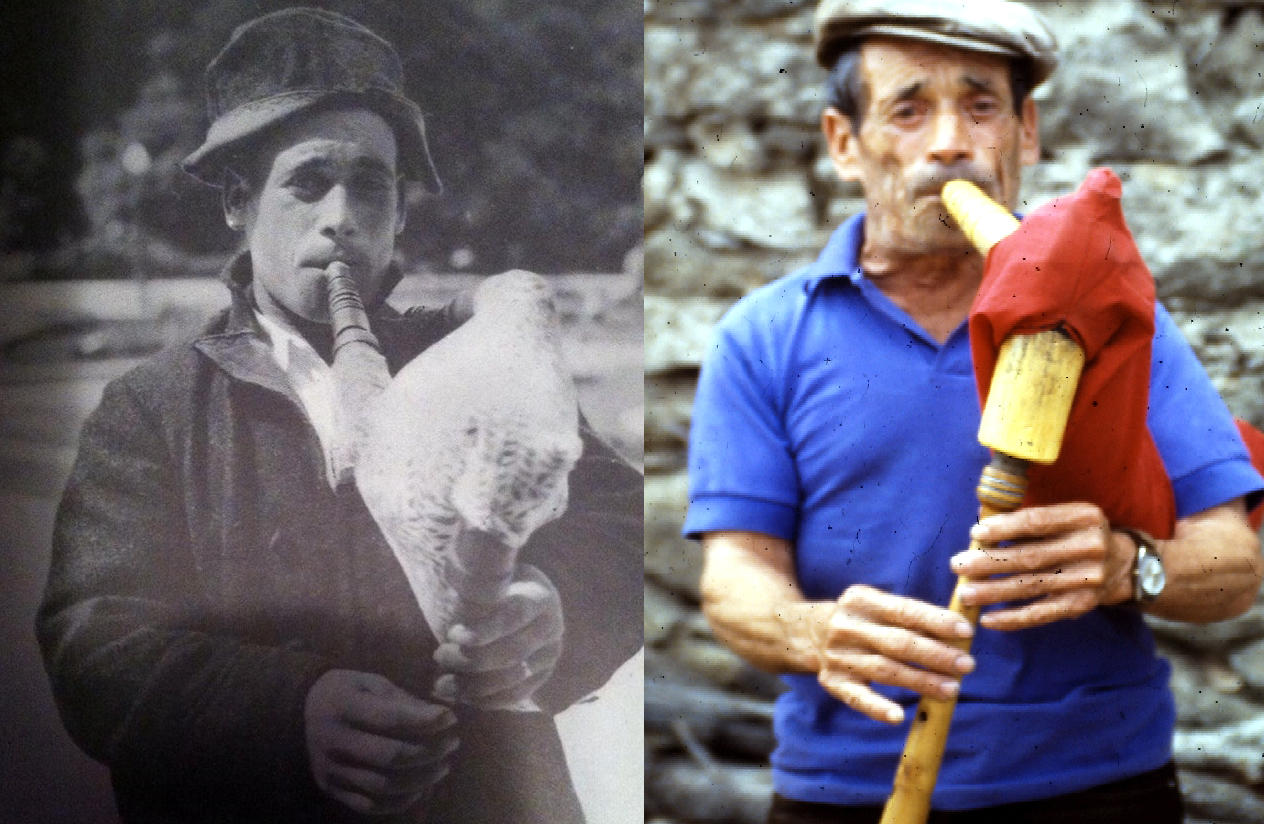
Gaiteiro Mirandês: Manuel Francisco Aires, fotografado por Ernesto Veiga de Oliveira em 1960 e por Jorge Lira em 1991

Ao contrário do que é possível constatar com a gaita galega e a das Highlands, por exemplo, a gaita mirandesa vem sendo recuperada há pouco tempo, por isso o seu repertório é quase todo tradicional , com poucas composições modernas escritas para ela. Isso se deve, em parte, devido ao ocaso do instrumento, cuja tradição fora mantida oralmente e estava já a se perder, a exemplo da säckpipa. No entanto, atualmente há muitas gravações antigas e recolhas desse instrumento disponíveis pelo trabalho de muitos etnomusicólogos.